# Ace Ventura: Zew natury
Ace Ventura: Zew natury (ang. Ace Ventura: When Nature Calls) – amerykański film z 1995 roku w reżyserii Steve’a Oedekerka.

## Fabuła
Ace wstępuje do tybetańskiego klasztoru, gdyż załamał się nerwowo po utracie jednego ze swych małych przyjaciół – szopa. Z medytacji wyrywa go proszący o pomoc brytyjski konsul Prowincji Bonai. W pewnej afrykańskiej wiosce zaginął Shikaka – biały nietoperz czczony w tamtych stronach. Jeżeli Ace nie znajdzie go przed ślubem córki wodza Wachati z księciem wojowniczego plemienia Wachootoo, nie tylko nie dojdzie do ślubu, ale wybuchnie wojna, której obawiają się brytyjskie władze. Jednakże jest pewien problem – Ace nie cierpi nietoperzy.

## Obsada
- Jim Carrey – Ace Ventura
- Ian McNeice – Fulton Greenwall
- Simon Callow – Vincent Cadby
- Maynard Eziashi – Ouda
- Bob Gunton – Burton Quinn
- Sophie Okonedo – The Wachati Princess
- Bruce Spence – Gahjii